# Estación El Desierto
El Desierto fue una estación de ferrocarril que se hallaba en medio del Desierto de Atacama, en la Región de Antofagasta de Chile. Fue parte del Longitudinal Norte y actualmente se encuentra inactiva.

## Historia
La estación fue construida como parte del ferrocarril Longitudinal Norte, el cual comenzó a operar en 1913; en el trazado proyectado originalmente estaba prevista una estación denominada «Quebradita» ubicada cercana al Trópico de Capricornio, sin embargo durante la construcción dicha ubicación fue descartada y finalmente fue levantada la estación El Desierto en su ubicación definitiva. Según Santiago Marín Vicuña, la estación se encontraba ubicada a una altitud de 831 m. s. n. m.
La estación no aparece en publicaciones turísticas de 1949, mientras que en mapas oficiales de 1961 la estación aparece solamente mencionada como un paradero.
La estación dejó de prestar servicios cuando finalizó el transporte de pasajeros en la antigua Red Norte de la Empresa de los Ferrocarriles del Estado en junio de 1975, siendo suprimida de manera formal el 15 de enero de 1979. Las vías del Longitudinal Norte fueron traspasadas a Ferronor y privatizadas, mientras que la estación fue abandonada.